# Ḫaššuwa
Ḫaššuwa (hethitisch: URUḫa-aš-šu-wa; Ethnikon: ḫaššūmaš) war eine bronzezeitliche Stadt im südöstlichen Anatolien, die vom Hethiterkönig Ḫattušili I. zerstört wurde. Ihre Lage ist umstritten. Sie wird nur in älterer Zeit erwähnt und scheint später nur noch eine unbedeutende Siedlung gewesen zu sein. Doch wurden im Rahmen des AN.TAḪ.ŠUM-Festes die Gottheiten von Ḫaššuwa erwähnt.

## Geschichte
Im späten 17. Jahrhundert v. Chr. führte König Ḫattušili I. einen Feldzug gegen verschiedene Städte, die im Gebiet des Euphrat lagen. Nachdem er die Stadt Zarunti vernichtet hatte, zog er gegen die Stadt Ḫaššuwa und besiegte deren Heer und dasjenige von Ḫalba, auf dem Berg Adalur.  Danach überschritt er den Fluss Puruna (Afrin) und eroberte die Stadt Ḫaššuwa, – ihr „Silber und Gold hatten weder Anfang noch Ende“, – die geplündert wurde. Den König von Ḫaššuwa und den König von Ḫaḫḫa spannte er vor den Lastwagen. Vom Tempel der Stadt führte Ḫattušili I. die Bilder mehrerer Gottheiten nach Ḫattuša.
Als Ḫattušili I. die Stadt Uršu belagerte, befahl deren König, im Gebirge von Ḫaššuwa einen Sturmbock in der Art der Hurriter abzuhauen.
Die althethitische Palastchronik berichtet zudem, dass der hethitische Hofjunker Šanda aus Ḫurma nach Ḫaššuwa geschickt wurde. Da er sich aber vor den dort ansässigen Hurritern fürchtete, floh er, worauf er von Häschern des Königs gefangen und verstümmelt wurde und Ḫani als Verwalter von Ḫaššuwa eingesetzt wurde.
Später zog Telipinu erneut gegen Ḫaššuwa und zerstörte es abermals.

## Kulte
Ḫattušili I. erbeutete in Ḫaššuwa mehrere Götterstatuen. Der „Wettergott des armaruk“ und der „Wettergott, Herr von Ḫalap“ waren silberne Stiere, die Statuen der Göttinnen Allatum und Lelluri und die des Berggottes Adalur waren aus Silber und Gold. Diese Statuen brachte er in den Tempel der Sonnengöttin von Arinna, während er die Statuen der Göttin Ḫebat, die er „Tochter der Allatum“ nennt, in den Tempel der Mezulla brachte.